# Pine Ridge (indianreservat)

Pine Ridges flagga.

Pine Ridge (lakota: Wazí Aháŋhaŋ)  är ett indianreservat i södra South Dakota, Förenta staterna. Reservatet är hem åt oglalastammen och i reservatet finns stora problem med fattigdom, alkoholism och ohälsa. Livslängden är också mycket kort. 

## Kända ledare och andra personer från reservatet

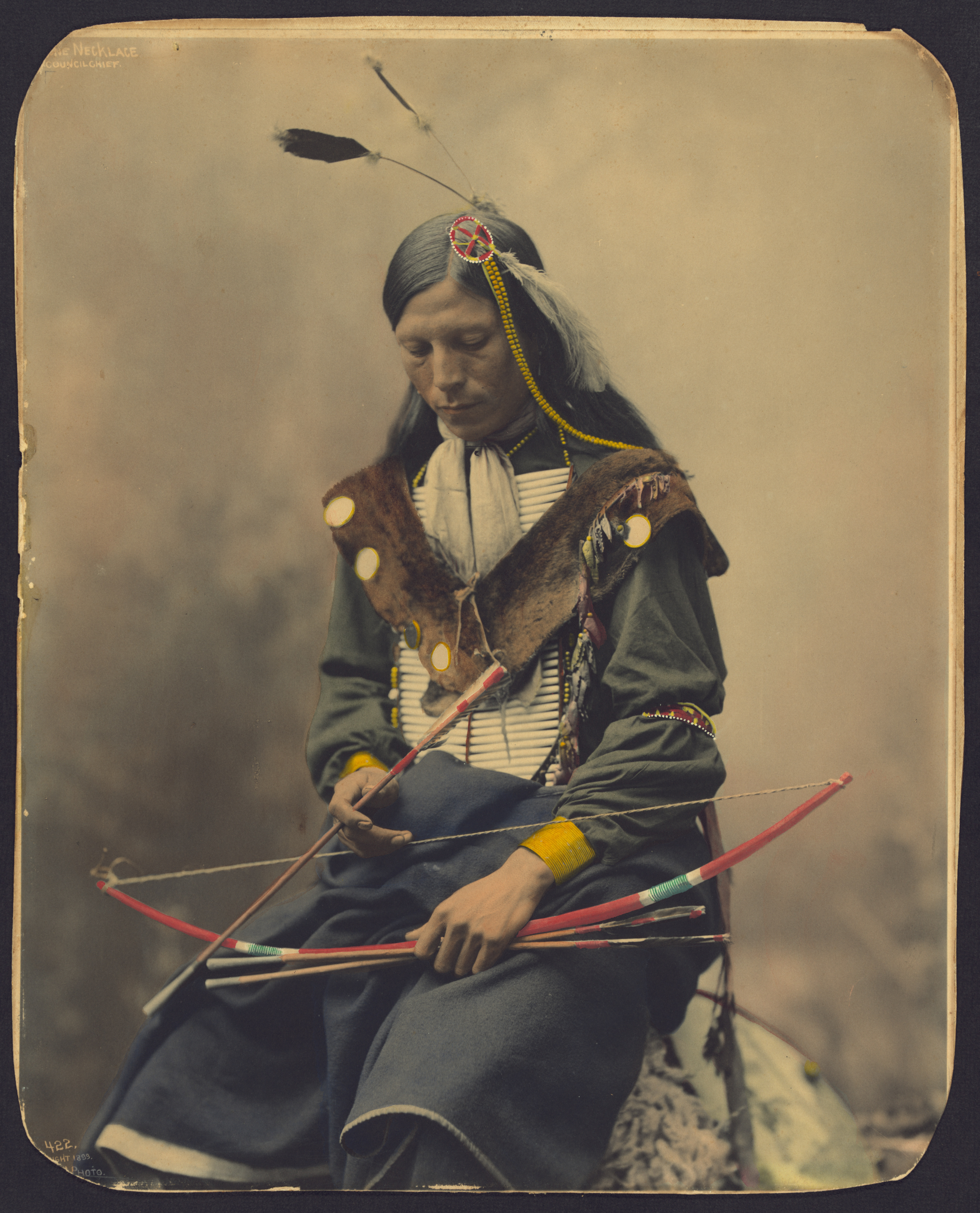
Hövding Bone Necklace (1899-Heyn Photo)

- American Horse (Wašíčuŋ Tȟašúŋke) (1840 – December 16, 1908)
- Amos Bad Heart Bull, indianhistoriker
- SuAnne Big Crow, grundare av pojk- och flicklubben på reservatet[2]
- Cecilia Fire Thunder, kvinnlig president över Oglala Sioux

## Stamregering

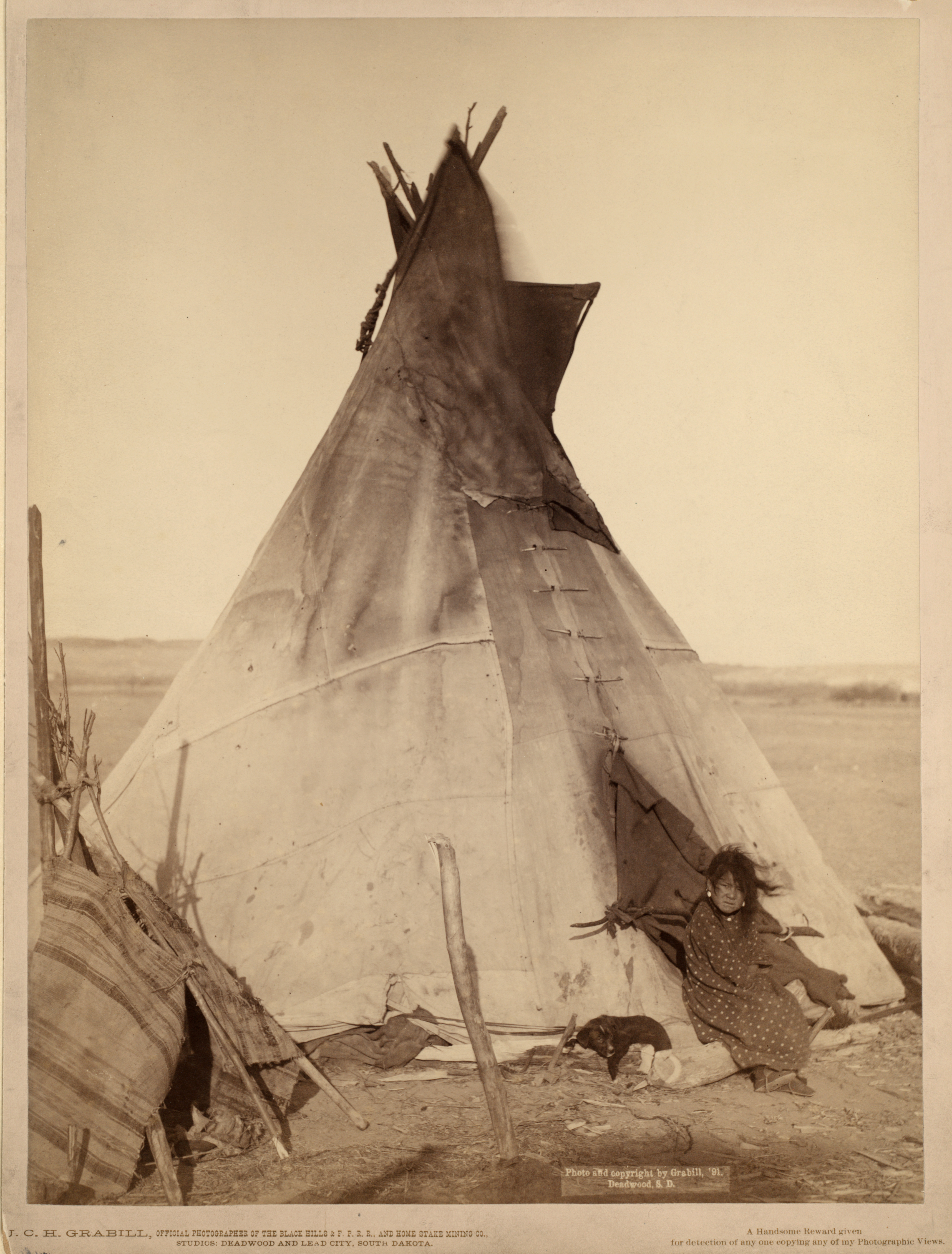
Oglala-flicka omkring 1891

Reservatet styrs av en styrelse på 18 personer, som är valda för uppdraget. Detta sker i enlighet med Indian Reorganization Act från 1934. 

## Ekonomi och sociala frågor

### Hälsa och hälsovård
De boende i Pine Ridge har en förväntad livslängd på 47 år för män och 52 år för kvinnor, vilket tillhör de lägsta i västvärlden. Barnadödligheten är fem gånger högre än för rikssnittet för USA och självmordsfrekvensen för vuxna är fyra gånger USA:s genomsnitt. Fattigdomen och alkoholismen är också mycket högre i Pine Ridge än i landet som helhet.